# ادگمر (مریلند)
ادگمر (به انگلیسی: Edgemere) شهری در ایالت مریلند کشور ایالات متحده آمریکا است که جمعیت آن در سرشماری سال ۲۰۱۰ میلادی، ۸٬۶۶۹ نفر بوده‌است.